# Antiques
Antiques ist eine seit April 1922 zweimonatlich erscheinende englischsprachige Kunstzeitschrift. Sie wird in den USA von Artnews S.A. verlegt, seit dieser Verlag 2015 mit dem vormaligen Verlag Brant Publications fusionierte. Herausgeberin ist Elizabeth Pochoda.